# Paul Brody
Paul Brody (* 1961 in Seattle) ist ein US-amerikanischer Klangkünstler, Komponist, Trompeter und Autor mit Lebensmittelpunkt in Berlin. Im Rahmen der Kunstformen Radiokunst, Klanginstallation, Komposition und Performance behandelt ein Großteil seiner Werke das Verhältnis von Wort und Melodie.

## Biografie

### Jugend und Ausbildung
Brody ist der Sohn eines ukrainischen Einwanderers; seine Mutter war vor den Nationalsozialisten aus Wien geflüchtet.
Die meiste Zeit seiner Jugend verbrachte Brody in San Leandro in Kalifornien, wo ihn Probleme mit Legasthenie dahin führten, sein Ausdrucksmedium in Musik und Poesie zu suchen. Er studierte Komposition, Poesie und Trompete an der San Francisco State University und an der Boston University und Third Stream Music am New England Conservatory of Music.
Als Autor und Performer war Brody in Bostons lebhafter Szene für Poesie und experimenteller Musik aktiv. An der Boston University produzierte er eine Reihe von interdisziplinären Veranstaltungen mit Schauspielern, Tänzern, Dichtern und Musikern, die er die Un-recitals nannte. Er lernte von Dichtern wie Denise Levertov, Bill Knot, Derek Walcott und Charles Simic und wurde oft eingeladen, in der Bostoner Poesieszene zu lesen. Noch bevor er seinen Bachelor in Music Performance erhielt, hatte er schon zwei Preise des Literaturmagazins der Boston University, Ex Libris, gewonnen.
Nachdem Brody seinen Master in Third Stream Music vom New England Conservatory erhalten hatte, tourte er mit verschiedenen Ensembles. Später zog es ihn nach Berlin, wo er seine Karriere als Komponist, Performer und Klangkünstler weiter verfolgte.

### Klangkunst
Inspiriert von Joseph Beuys, Charles Ives, Samuel Beckett und dem Art Ensemble of Chicago, ebenso wie von der Arbeitsweise Studs Terkels und Alan Lomax', Geschichten und Folklore zu sammeln, verwendet Brody Oral History,  um wort- und klangorientierte Erzählstrukturen aus dokumentarischem Material zu erschaffen. „A story is a melody and a melody is a story,“ (Eine Geschichte ist eine Melodie, und eine Melodie ist eine Geschichte) führt Brody in einem Interview mit dem Tagesspiegel an. Generell untersuchen seine Klanginstallationen das Verhältnis zwischen Stimmmelodie, Identität und der Auffassung von Heimat. Brody glaubt, dass während die Wörter eine Bedeutung übermitteln, die Sprachmelodie als etwas gehört werden kann, das seine eigene unabhängige Erzählung transportiert. Stimmen, die eine Sprache sprechen – gesprochen in der Sprechmelodie einer anderen Sprache – enthalten unendlich komplexere Parallelerzählungen. Zusätzlich enthüllt die Sprachmelodie sowohl unpersönliche als auch persönliche Informationen: Herkunft, Familiengeschichte oder Reisen, aber auch emotionale Verfassung und körperlicher Zustand.
Brodys erste große Klanginstallation wurde 2011 im Jüdischen Museum Berlin in der Heimatkundeausstellung gezeigt. Five Easy Pieces geht der Auffassung von Heimat nach, indem Menschen, die in Berlin leben, beschreiben, wie sie sich selbst sehen in Bezug auf die von ihnen adoptierte Stadt. In der Installation kommen zu Wort der Schweizer Filmemacher Dani Levy, die afrodeutsche Schriftstellerin Katharina Oguntoye, der indische Kurator Mini Kapur, die Lehrer Anna und Helmut Franz und Brody selber. Während die Berliner ihren Lebensort in Berlin beschreiben, enthüllen ihre Sprachmelodien viel über ihre emotionalen Zustände und ihre Herkunft. Das Museum baute für diese Installation einen Raum mit Mehrkanal-Tonsystem.
Im Rahmen des transmediale Festivals für digitale Kunst und Kultur kreierte Brody für den Kunstraum N.K. das Überwachungskunstwerk Five Families Listening: Eine Lauschinstallation (2015). Das Stück erkundet mit Hilfe von geheimen Aufnahmen die akustischen Räume von Wohnzimmern, in denen Familien sich unterhalten.
Die Installation Art Accompanying Noise (2016) für den prinz-georg // raum für Kunst ist eine Arbeit, in der Brody Klänge erkundet, die um verschiedene arbeitende Künstler herum entstehen, während der- oder diejenige über den eigenen kreativen Prozess spricht. Die Klänge des Arbeitens reflektieren das verwendete Material und erzählen ihre eigene Geschichte. Die Künstler, die über ihre Arbeit sprechen sowie die daraus resultierenden Arbeiten sind hier zweitrangig gegenüber den Geräuschklängen, die als Basis für die musikalische Komposition verwendet werden. Das Nebenprodukt Geräusch wird in den Fokus gestellt, während die fertigen Kunstobjekte zweitrangig sind. Die Installation wurde in Form von Kästen ausgestellt, bei denen die jeweilige Komposition aus dem Deckel zu hören ist.
Talking Melody-Singing Story (2016) entstand im Rahmen von Brodys Künstlerresidenz an den Münchner Kammerspielen. Das Stück basiert in großen Teilen auf der Opernstruktur von Arie und Rezitativ. Für Talking Melody hat Brody Sänger aufgenommen, die sich an den Moment erinnern, an dem sie bemerkten, dass ihre Stimme etwas Besonderes ist. Diese Geschichten wurden verwendet, um Arien zu kreieren, die auf den Sprachmelodien der Sänger basieren. Für Singing-Story hat Brody Menschen in drei verschiedenen Städten aufgenommen, die beschreiben, was Oper für sie bedeutet. Diese Antworten wurden mit einer Rezitativbegleitung versehen. Die Interviews wurden geführt unter anderem mit Sängerstars wie Anna Prohaska, Laurent Naouri und Lorin Sklamberg. Die Installation wurde in einem eigens dafür gebauten Miniaturopernhaus gezeigt.

„Talking Melody - Singing Story'. Der knapp zwanzigminütige Hörfilm des US-amerikanischen Musikers Paul Brody reißt die oft so perfekt inszenierte Oberfläche der Kunstform Oper auf, lässt etwa Sänger intim plaudern oder befragt Strafgefangene in Alabama zu ihrem Verhältnis zur Oper, genauso wie deutsche Passanten… Brodys Klanginstallation fängt diesen Moment des Intimwerdens wunderbar auf: Opernsänger, die über ihre ersten bewussten Erfahrungen mit ihrer Stimme plaudern - die meisten dieser Sängern fangen dann prompt an, Kinderlieder zu singen - nicht erzwungen, mehr als klangliches Beispiel für ihre Anekdoten.“

Voices of Help (2016–2017) ist eine dokumentarische Klanginstallation in drei Räumen im Jugendmuseum in Berlin. Das Werk erkundet das Konzept des Helfens in Form von Interviews mit Ehrenamtlichen und Sozialarbeitern aus dem postsozialistisch-kommunistischen Gebiet die Rote Insel in Berlin. Jeder Stimme wurde ein Instrument zur Seite gestellt, das die persönlichen Qualitäten des oder der Befragten herausstellt. Der erste Raum ist Berichten über die persönlichen Anfänge einzelner Helfer gewidmet. Der zweite Raum erkundet mit Hilfe von gesammelten Interviews die professionellen Werkzeuge von Sozialarbeitern, und der dritte Raum ist denen gewidmet, die das System des Helfens gesamtgesellschaftlich erweitern, hauptsächlich durch die ehrenamtliche Arbeit mit Flüchtlingen, die oft bedeutsam für die Helfenden selber wird. Die Ausstellung war durch verschiedene Faktoren inspiriert: Durch Studs Terkels Neugier auf ebendieses Viertel, in dem Brody lebt, durch die Erfahrung, dass Helfen in der US-amerikanischen Kultur eine weniger prominente Position einnimmt und schließlich durch das Wissen über die Menschen, die Brodys Mutter halfen, als sie als 13-Jährige in einem Kindertransport den Nationalsozialisten in Wien entfliehen konnte.

### Radiokunst und dokumentarische Arbeit
Zwischen 2002 und 2012 produzierte Brody eine Reihe von Radiosendungen für Kinder, über junge musikaffine Menschen aus unterschiedlichen Ländern. In diesen Sendungen wurden die jungen Musiker und Komponisten nicht nur porträtiert, sondern auch ihr soziales und kulturelles Leben reflektiert.
In der WDR-Serie ‘Musikselbermachen’ (2007–2008) hat Brody zudem mit jungen Erzählern gearbeitet, welche die Sendungen präsentierten. In den Jahren 2010 bis 2012 führte er dieses Projekt für die SWR-Serie „Klangküche“ fort. Die jungen Musiker, die sich mit unterschiedlichsten Musikstilen beschäftigten kamen aus Guatemala, Kanada, den USA sowie Ost- und Westeuropa.
2013 produzierte Brody den Kurzbeitrag How I didn’t meet Diana Ross für National Public Radio (NPR) im Rahmen der Serie Berlin Stories.
2014 hat Brody eine gesamte Sendung produziert, die sich mit der Klangkultur in Berlin beschäftigt: The Fringe Sound of Berlin. Hier ist er folgenden Fragen nachgegangen: Wie klingt die Stadt? Wie beeinflusst die Mentalität der Stadt die Musiker? Die Sendung beinhaltet Interviews mit Architekten wie Barkow Leibinger, Christine Edmaier, Autoren wie Leslie Dunton-Downer, Robert Beachy, Carol Scherer und Musikern wie David Marton, Marie Goyette, David Moss, Daniel Dorsch, Wolfgang Müller und Jochen Arbeit von Einstürzende Neubauten.
2014 hat Brody an der Entwicklung der WDR Radioserie Made in America mitgearbeitet. Hierfür schrieb und produzierte er die Roadtrip-Sendung Southern Discomfort -A Jew from Oklahoma. Sie behandelt die kulturellen Berührungspunkte zwischen jüdischer und Südstaatenkultur am Beispiel des Lebens des legendären Bassisten und Songwriters Mark Rubin.
2016 schrieb und produzierte Brody für den WDR die Radiosendung Most Wanted Poets, Escape from Alabama Prison, über den Einfluss von Kunst und Poesie auf die rauen Lebensbedingungen des Gefängnissystems in Alabama.
2017 produzierte Brody eine WDR-Radiosendung über die kulturellen Perspektiven des deutschen Grundgesetzes. Außerdem hat er das Projekt Talking Melody-Singing Story, das während seiner Künstlerresidenz an den Kammerspielen München entstanden war in Radiokunst für das Deutschlandradio umgearbeitet.

### Brody als Trompeter
Ausgehend von den Spieltraditionen der klassischen und der Jazztrompete, verschmilzt Brody in seinen Werken Sprache, Kunst und Melodie in seine Trompetensolos. Seine solistische Trompetentechnik stützt sich weniger auf traditionelle melodische Ideen, als häufig auf Bewegung, die Nutzung des Raums, das Kreieren von Klängen und die melodische Inspiration aus der Sprache. Die reiche experimentelle Theaterszene in Berlin ließ ihn auf den Regisseur David Marton treffen, der bekannt für seine Musiktheaterexperimente ist. Im Ensemble von David Marton arbeitet Brody als darstellender Künstler, indem er Improvisation auf der Trompete mit dem Schauspielen vereint. Die Gruppe hat mehrere Arbeiten an Theatern wie MC93 (Haus der Kultur in Paris), an der Schaubühne, an der Volksbühne Berlin, beim internationalen Tschechow Theaterfestival in Moskau und am Burgtheater in Wien entwickelt. Brody hat in unterschiedlichsten Galerien und Museen, wie dem Jüdischen Museum Berlin oder der Galerie Häusler Contemporary in München, seine Werke mit Stimme und Melodie aufgeführt. 2016 hatte Brody eine Künstlerresidenz im Opernhaus der Münchner Kammerspiele inne, wo er eine singende Rolle für Trompete in der experimentellen Produktion La Sonnambula einnahm.

### Kompositionen und Bandprojekte
Mit Hilfe eines Stipendiums des Berliner Senats gründete Brody 2011 sein Ensemble Paul Brody’s Sadawi. Die Gruppe unternahm ausgedehnte Konzertreisen in den USA, Kanada und Europa und hat sieben Alben für US-amerikanische, deutsche und polnische Labels produziert. Ursprünglich beschäftigte sich das Ensemble mit den Berührungspunkten von zeitgenössischem Jazz und traditioneller Klezmer-Musik. Viele dieser Kompositionen wurden inspiriert von jüdischen Philosophen wie Martin Buber, Abraham Joshua Heschel und Walter Benjamin. Diese Werke sind auf den drei Alben zu finden, die zwischen 2011 und 2013 für das Label Tzadik aufgenommen wurden.

„Paul Brody ist ein bemerkenswerter Trompeter, Komponist und Arrangeur, der in Berlin lebt. […] Er hat einige der besten Musiker aus den USA und Deutschland zusammengebracht und hat eine neue jüdische 'Supergruppe' erschaffen. Die Musik verbindet aufregende Arrangements, eingängliche Lieder und fesselnde Solos zu einer anderen Klassik der neuen jüdischen Renaissance. [...] Brody erfindet einen neuen jüdischen Jazz für das 21. Jahrhundert. [...]“

2014 begann das Ensemble sich mit dem, was Brody den „Indie Jazz cinematic sound“ nennt, zu beschäftigen und hat einen Vertrag mit Enja Records geschlossen. Sie nahmen das Album Behind All Words, das den Gedichten Rose Ausländers gewidmet ist auf. Die CD präsentiert erweiterte kompositorische Techniken mit Elektronik, Streichern und Sängerinnen, mit den Gastsolisten Meret Becker, Clueso und Jelena Kuljić. Die CD war auf der Bestenliste des Preises der deutschen Schallplattenkritik in der Kategorie Grenzgänge. Sadawis zweites Album bei Enja, Vanishing Night, setzt sich mit Literatur und Theaterwerken auseinander und ist Mary Cappello, Czesław Miłosz und David Marton gewidmet. Neben Sadawi hat Brody als Solist und in Zusammenarbeit mit Künstlern wie John Zorn, Kent Nagano, Wim Wenders, Carlos Bica, Blixa Bargeld, Barry White, Ari Benjamin Meyers, David Moss, The Supremes, Tony Buck, Shirley Bassey, Ran Blake, Alan Bern, Frank London, Michael Rodach, Clueso, Daniel Kahn und The Painted Bird gespielt und aufgenommen. Seit 2021 spielt er regelmässig mit den 17 Hippies.

## Radioproduktionen
- WDR ‘Musikselbermachen’ (2007–2008)
- SWR ‘Klangküche’ (2010–2012)
- WDR Southern Discomfort – A Jew from Oklahoma (2014)
- WDR Most Wanted Poets, Escape from Alabama Prison (2016)
- WDR Grundgesetz – kulturelle Perspektiven im deutschen Grundgesetz (2017)
- Deutschlandradio – Radiokunst: Talking Melody – Singing Story (2017)

## Auszeichnungen
- WDR 5 Lilipuz, Lieblingslieder (WDR, EMI, Virgin Records) (2007)
- Preis der Deutschen Schallplattenkritik, Bestenliste (2015)
- Gastkünstler bei der internationalen Radiokonferenz in Wien (2016)
- Internationales Tschechow Theaterfestival Moskau

## Diskographie (Auswahl)
- Paul Brody's Tango Toy: Klezmer Stories (Laika, 2000)
- Paul Brody's Tango Toy: South Klezmer Suite (Laika, 2002)
- DeToNation-Orchestra: Animals and Cowboys (NRW, 2002) mit David Moss, Michael Rodach, Ed Schuller, Tony Buck sowie Gayle Tufts, Bettina Wauschke, Tomi Jordi, Rudi Mahall, Billy Bang
- Paul Brody's Sadawi: Beyond Babylon (Tzadik, 2004)
- Paul Brody's Sadawi: For The Moment (Tzadik, 2008)
- Paul Brody's Sadawi: Far from Moldova (Morgenland, 2010)
- Paul Brody’s Sadawi: Hinter allen Worten/Behind all Words featuring Clueso, Jelena Kuljić & Meret Becker (Enja/Yellowbird)
- 17 Hippies: Kirschenzeit: 2018 | CD & LP, Hipster Records
- 17 Hippies: 9000 Nächte: 2022 | App, Hipster Records